# Limenitis brunnea
Limenitis brunnea är en fjärilsart som beskrevs av Robert Christopher Tytler 1940. Limenitis brunnea ingår i släktet Limenitis och familjen praktfjärilar. Inga underarter finns listade i Catalogue of Life.